# Newport, Oregon
Newport là một thành phố của Quận Lincoln, tiểu bang Oregon, Hoa Kỳ. Thành phố được thành lập năm 1882 mặc dù cái tên của nó đã có từ khi một trạm bưu điện được thành lập vào năm vào năm 1868. Theo Điều tra Dân số Hoa Kỳ năm 2000, thành phố có tổng số dân là 9.532, một con số gia tăng 13% so với dân số hồi năm 1990. Ước tính dân số năm 2006 là 10.240 cư dân.
Newport là quận lỵ của Quận Lincoln.6 Nó cũng là nhà của Bể cá dưới biển của Oregon, Bãi biển Nye, và Hải đăng Yaquina Head.

## Địa lý
Newport có tọa độ 44°38'16" bắc, 124°3'17" tây (44.6377, -124.0548)1.
Theo Cục Điều tra Dân số Hoa Kỳ, thành phố có tổng diện tích 27 km² (10,4 mi²). 23 km² (8,9 mi²) là mặt đất và 4 km² (1,6 mi² hay 14,94%) là mặt nước.

## Thành phố kết nghĩa
Newport có một thành phố kết nghĩa:
- Mombetsu, Nhật Bản[2]